# 314 Rosalia
314 Rosalia è un asteroide della fascia principale del diametro medio di circa 59,65 km. Scoperto nel 1891, presenta un'orbita caratterizzata da un semiasse maggiore pari a 3,1513676 UA e da un'eccentricità di 0,1809529, inclinata di 12,55850° rispetto all'eclittica.
L'origine del suo nome è sconosciuta.